# Carsia obsoleta
Carsia obsoleta är en fjärilsart som beskrevs av Brandt 1933. Carsia obsoleta ingår i släktet Carsia och familjen mätare. Inga underarter finns listade i Catalogue of Life.